# Tsui Chi Ho
Dans ce nom, le nom de famille, Tsui, précède le nom personnel.
Tsui Chi Ho (né le 17 février 1990 à Hong Kong) est un athlète hong-kongais, spécialiste du 100 m.

## Carrière
Son record personnel est de 10 s 28, réalisé à Hong Kong le 16 mai 2010, nouveau record national. Il a participé aux Championnats du monde à Daegu en 2011 et à ceux de Berlin en 2009. Il a été demi-finaliste lors des Championnats du monde juniors à Bydgoszcz en 2008 et a également participé aux Championnats du monde jeunesse, sur 100 et 200 m, à Ostrava en 2007. C'est le dernier relayeur de l'équipe du relais 4 × 100 m, qui détient le record national en 39 s 24 à Jiaxing le 22 mai 2011 (Tang Yik Chun, Lai Chun Ho, Ng Ka Fung, Tsui Chi Ho), et est également médaille d'argent en 39 s 26, soit 2/100e de plus, lors des 19es Championnats d'Asie (TANG Yik Chun, LAI Chun Ho, NG Ka Fung et TSUI Chi Ho) à Kobé.
Le 26 mai 2012, à Taipei, il permet au relais de Hong Kong, dans la même composition, de battre à nouveau son record national en 38 s 47, 5e meilleur temps de la saison, et de se qualifier pour les Jeux olympiques à Londres.
Lors des Championnats d'Asie 2013 à Pune, l'équipe de Hong Kong, toujours composée de Tang Yik Chun, de Lai Chun Ho, de Ng Ka Fung et de Tsui Chi Ho remporte son premier titre de champion d'Asie en 38 s 94, devant le Japon et la Chine,

## Palmarès
| Date | Compétition         | Lieu        | Résultat | Épreuve   | Temps   |
| ---- | ------------------- | ----------- | -------- | --------- | ------- |
| 2010 | Jeux asiatiques     | Canton      | 4e       | 4 x 100 m | 39 s 62 |
| 2011 | Championnats d'Asie | Kobe        | 2e       | 4 x 100 m | 39 s 26 |
| 2013 | Championnats d'Asie | Pune        | 1er      | 4 x 100 m | 38 s 94 |
| 2014 | Jeux asiatiques     | Incheon     | 3e       | 4 x 100 m | 38 s 98 |
| 2015 | Championnats d'Asie | Wuhan       | 2e       | 4 x 100 m | 39 s 25 |
| 2017 | Championnats d'Asie | Bhubaneswar | 3e       | 4 x 100 m | 39 s 53 |
| 2019 | Championnats d'Asie | Doha        | 5e       | 4 x 100 m | 39 s 91 |

## Records
| Épreuve | Épreuve   | Performance | Lieu      | Date        |
| ------- | --------- | ----------- | --------- | ----------- |
| 100 m   | Plein air | 10 s 28     | Hong-Kong | 16 mai 2010 |